# Korshun (trực thăng không người lái)
Korshun (tiếng Nga: Коршун, Diều hâu) là loại máy bay trực thăng không người lái tầm trung thử nghiệm của Nga ra mắt trong Hội thảo kỹ thuật công nghệ quốc tế năm 2010 tại Zhukovsky. Đây là loại máy bay không người lái đa chức năng với các trang bị nền tảng gắn vào theo kiểu khối tùy vào nhiệm vụ mà nó được dùng vào như giám sát môi trường, tuần tra an ninh trên không, vận chuyển hàng hóa, theo dõi sinh thái, khí tượng, cung cấp thông tin liên lạc với các khu vực khó tiếp cận... Ngoài ra, Korshun còn có thể dùng để đi vào các khu vực có thảm họa về hóa chất, sinh học hay hạt nhân để thu thập thông tin vốn rất nguy hiểm cho con người nếu lại gần.
Korshun sử dụng hai cánh quạt đồng trục với động cơ kiểu pít tông, trọng lượng tổng thể là 500 kg có khả năng hoạt động trong phạm vi 300 km, mang 150 kg tải trọng và đạt tốc độ tối đa là 170 km/h.